# Litopeltis compleptera
Litopeltis compleptera är en kackerlacksart som beskrevs av Roth, L. M. och Eliécer E. Gutiérrez 1998. Litopeltis compleptera ingår i släktet Litopeltis och familjen jättekackerlackor.
Artens utbredningsområde är Ecuador. Inga underarter finns listade i Catalogue of Life.